# The Cocoon
The Cocoon è il primo album in studio del cantante britannico Richard Henshall, pubblicato il 9 agosto 2019 dalla Hen Music.

## Antefatti
Durante le registrazioni del quarto album degli Haken Affinity, Henshall ha cominciato a lavorare su alcune idee che non si integravano appieno con la direzione musicale intrapresa dal gruppo in tale periodo. Nei successivi tre anni il chitarrista ha dato vita a materiale sufficiente per due album, spaziando tra influenze jazz, ambient e post-rock, ma senza tralasciare il progressive metal:
(Richard Henshall intervistato da Progradar nel 2020)

## Promozione
The Cocoon è stato annunciato il 15 luglio 2019 contemporaneamente alla presentazione del primo singolo Twisted Shadows, che ha visto la partecipazione di Ross Jennings degli Haken e di Jordan Rudess dei Dream Theater. Ad esso ha fatto seguito Limbo, uscito il 26 dello stesso mese insieme al relativo video musicale.
Il 9 agosto l'album è stato distribuito nei formati CD e download digitale, mentre il 5 settembre è stata pubblicata la versione strumentale esclusivamente su Bandcamp. L'11 ottobre dello stesso anno Henshall ha reso disponibile anche un'edizione vinile dell'album, limitata a 100 copie.

## Tracce
Testi e musiche di Richard Henshall, eccetto dove indicato.
1. Pupa – 2:25
2. Cocoon – 10:26
3. Silken Chains – 8:10
4. Limbo – 3:54
5. Lunar Room – 8:21 (testo: Ben Levin)
6. Twisted Shadows – 8:46
7. Afterglow – 5:16

## Formazione
- Richard Henshall – chitarra, tastiera, voce, produzione
- Conner Green – basso, arrangiamento aggiuntivo del basso
- Matt Lynch – batteria, arrangiamento aggiuntivo della batteria
- Simon Grove – coproduzione, missaggio, mastering
- Sevcan Yuksel Henshall – copertina
- Adam Carillo – sassofono (traccia 2)
- David Maxim Micic – assolo di chitarra (traccia 3)
- Ben Levin – voce (traccia 5)
- Jessica Kion – voce (traccia 5)
- Marco Sfogli – assolo di chitarra (traccia 5)
- Ross Jennings – voce (traccia 6)
- Jordan Rudess – assolo di tastiera (traccia 6)
- Eli Henshall – voce (traccia 7)
- Chris Baum – strumenti ad arco e arrangiamento aggiuntivo strumenti ad arco (traccia 7)